# Stará kopa (vrch)
Stará kopa s výškou 713,2 m n. m. je nejvyšší kopec Bystrické vrchoviny, která patří ke geomorfologickému podcelku Zvolenská kotlina.

## Historie
Jde o kopec historického charakteru, během středověku tvořil hranici mezi územím města Banská Bystrica a ľupčianským hradním panstvím, kterou určil mistr Smaragdus za vlády krále Bely IV. Později ho popsal polyhistor Matej Bel ve své geografické knize Zvolenská stolice (Historicko-zeměpisný poznatek o súvekom Uhersku (Notitia Hungariae novae historico geographica)).  Kdysi tu na samém vrchu stála důležitá strážní věž postavená v roce 1587 obyvateli Banské Bystrice, jejímž úkolem bylo varovat před blížícími se tureckými hordami. Pozdější městská mládež zvykla brzy na jaře vyjít na kopec a zaplnit ho sborovým zpěvem. Počátkem 20. století se na vrcholu scházeli členové tajného studentského spolku Mor ho! a recitovali národní písně a zpěvy, které byly důsledkem maďarizace zakázány. Ke konci druhé světové války prošla Starou kopou rumunská vojska a vybudovala v nižších místech zákopy, které jsou dodnes rozeznatelné.

## Sport
V osmdesátých letech 20. století zde byl vybudován skokanský odrazový můstek pro rogala a několik let po sobě se zde odehrávaly Mistrovství Evropy v letech rogalem. Později můstek využívali i paraglidisté. Jelikož byl můstek dřevěný, po čase se stal nepoužitelným a byl rozebrán.

## Přírodní podmínky a turistika
Z místa je nádherný výhled na trojvrší s Panským dielom uprostřed, nacházející se přesně naproti vrchu, a který tvoří počáteční bod Nízkých Tater, podcelku Starohorské vrchy. Výhled je situován na sever a ze zbývajících světových stran je vrchol Staré kopy obklopený listnatým lesem s příměsí modřínů opadavých. V jednom rohu loučky se nachází přístřešek se stolem a dvěma lavičkami, ostatní lavičky jsou umístěny kolem ohniska a jedna lavička se nachází při vyhlídce.
Na jednom ze svahů se nachází přírodní rezervace Stará kopa, která byla vyhlášena v roce 2007 a její rozloha je 45 300 m².  Jde totiž o území s ojedinělým výskytem dubu plstnatého (Quercus pubescens) a dalším výskytem chráněných a ohrožených druhů rostlin či živočichů.  Na okraji rezervace se nachází také pozoruhodná skalní brána.
Na vrchol Staré kopy vede červená turistická značka – okruh z Banské Bystrice, Podryby. Trasa je dlouhá 8 km, z čehož 4,2 km je stoupání (o 565 m), 3,3 km klesání (o 339 m) a zbytek tvoří rovina. 